# Hôtel Pillet-Will
L'hôtel Pillet-Will est un hôtel particulier situé au 31 rue du Faubourg-Saint-Honoré, dans le 8e arrondissement de Paris, à la place de l'ancien hôtel Marbeuf.
Sa porte monumentale sur rue, vantaux compris, a été inscrite aux monuments historiques par un arrêté du 7 novembre 1927.

## Ancien hôtel Marbeuf
L'hôtel fut bâti en 1718 par Pierre Cailleteau dit Lassurance pour Louis Blouin, premier valet de chambre de Louis XIV et mort en 1729. L'hôtel revient ensuite à sa maîtresse, Catherine Mignard, qui épouse le comte de Feuquières. La propriété passe ensuite au receveur général des finances d'Orléans, Jean-Hyacinthe Davasse de Saint-Amarand, puis en 1753 à Gabriel Michel, codirecteur de la Compagnie des Indes. Sa fille, Henriette Françoise Michel (1739-1974), en hérite en 1765, elle était mariée à Jacques de Marbeuf, neveu du gouverneur de la Corse. Réaménagé en façade par Jacques-Guillaume Legrand et Jacques Molinos qui y créèrent notamment une célèbre décoration polychrome dans le goût de l'Antiquité, le bâtiment prend le nom de « hôtel de Marbeuf ». Gabrielle de Marbeuf est guillotinée le 5 février 1795. La propriété est rendue au neveu des Marbeuf en 1801 et louée au début du XIXe siècle à Joseph Bonaparte qui l'achète en 1803. Cambacérès, Caroline Murat, Élisa Baciocchi y résident. Joseph Bonaparte le revend en 1810 à l'amiral Decrès. Le maréchal Suchet en devient propriétaire en 1818, puis sa veuve le revendit en 1884 au banquier Pillet-Will.
C'est dans ces murs que fut signé le Concordat du 16 juillet 1801.

## Hôtel Pillet-Will
L'hôtel Pillet-Will, de style néo-Louis XV, a été construit en 1887 pour le comte Frédéric Pillet-Will, régent de la Banque de France.
Les vantaux du portail occidental sur la rue du Faubourg-Saint-Honoré proviennent de l'hôtel de Vicq, détruit en 1883 au no 203 rue Saint-Martin.
L'hôtel incorpore divers réemplois : des boiseries provenant de l'hôtel de Gontaut-Saint-Blancart, des portes provenant d'une maison de la rue de Bondy et de grands vases en pierre issus de Bagatelle.
Frédéric Pillet-Will y a accumulé une vaste collection d'art, comprenant notamment des toiles de Jean-Honoré Fragonard et de François Boucher.

## Résidence de l'ambassadeur du Japon
En 1967, l'ambassade du Japon en France, qui avait acquis l'immeuble en 1965, a fait détruire l'hôtel pour le remplacer par une construction moderne, ne laissant subsister que le bâtiment sur rue. Pour la journaliste Annick Colonna-Césari, « ce bâtiment n'avait aucun intérêt, et le nouveau est bien plus réussi ».
Le bâtiment actuel entre cour et jardin, résidence de l'ambassadeur du Japon, possède des façades en mur-rideau de Jean Prouvé et un mobilier de Charlotte Perriand,.
C'est à cette occasion que les boiseries de Nicolas Pineau, qui provenaient de l'hôtel de Varengeville, ont été achetées par Charles Wrightsman qui en fit don au Metropolitan Museum of Art où elles sont depuis lors exposées.